# Indochina Airlines
Indochina Airlines var et mindre vietnamesisk flyselskab, grundlagt i 2008. Indochina Airlines var underlagt Indochina Airlines Corporation, der blev etableret i 2008. 
Indochina Airlines havde hovedkvarter i Ho Chi Minh City og rådede over en flåde af passagererfly på i alt 2 fly (juli 2008) (Boeing 737-800). 
Selskabet stoppede sit virke et år efter oprettelsen.

## Destinationer
- Ho Chi Minh City
- Hanoi
- Danang